# Dorcadion kruperi
Dorcadion kruperi là một loài bọ cánh cứng trong họ Cerambycidae.